# Kovács Gábor (labdarúgó, 1987. szeptember 4.)
Kovács Gábor (Budapest, 1987. szeptember 4. –) magyar labdarúgó, hátvéd.

## Pályafutása
Utánpótlás-karrierjét még csatárként kezdte, ám edzői hamar rájöttek, hogy igazi posztja a középhátvéd. További csapatainál már itt footbalozott.A Ferencvárosi Torna Clubnál nevelkedett, de az NB1-ben csak a Vasas színeiben mutatkozhatott be.
Jelenleg a NB 3. osztályába tartózó BVSC-Zugló játékosa és alapembere.